# Gothic Lolita

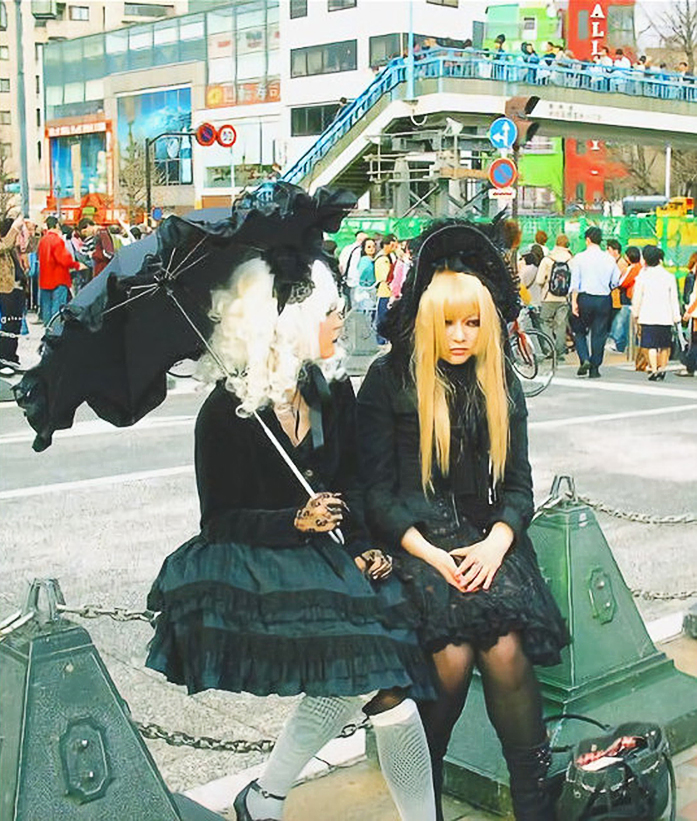
Jóvenes japonesas vestidas al estilo de Gothic Lolita.

Gothic Lolita (ゴシック・ロリータ Goshikku Roriita?) o también conocido como GothLoli (ゴスロリ Gosurori?) es una subcategoría dentro del estilo japonés "Lolita". Las Lolita enfatizan en la ropa estilo Victoriana y Edwardiana y en ocasiones tratando de imitar el aspecto de las muñecas de porcelana. El periodo Rococó también ha sido definido como una influencia dentro de la moda Gothic Lolita. El Gothic Lolita aplica la estética de la Moda Gótica con un aspecto infantil típico de la Moda Lolita.

## Etimología
Aunque el término "lolita" es una referencia a la famosa novela de Vladimir Nabokov, y las Lolita son con frecuencia llevada por jóvenes, los seguidores del estilo no consideran éste abiertamente sexual o con connotaciones sexuales. De hecho, en Japón muchos desconocían la relación del término con el libro hasta la introducción de este en la revista Gothic and Lolita Bible como lectura sugerida. En lugar de ello, los practicantes del GothLoli intentan proyectar una imagen infantil o similar a la de una muñeca, lo cual consideran como algo "lindo", "hermoso", o "elegante" más que "atractivo".
Por otro lado, aunque no queda claro el origen de la inclusión de la palabra gothic dentro del término Gothic Lolita,  se presume hace referencia al aspecto elegante y el uso del color negro.

## Estilo

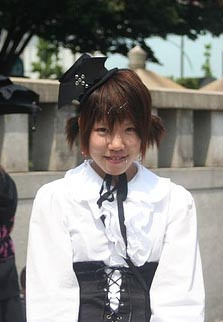
En el estilo Gothic Lolita destaca el uso de los colores negro y blanco.

El estilo Gothic Lolita es con frecuencia una combinación de negro y blanco, a menudo negro con encajes blancos y normalmente decorado con lazos y encajes ajustados. Las faldas se suelen llevar a la altura de la rodilla y se les añade con frecuencia miriñaque o enagua para añadir volumen. Al igual que la moda japonesa corriente, se suelen llevar calcetines sobre la rodilla. Para completar el estilo se suelen llevar zapatos de aspecto infantil como los Mary Jane o similares. Es común también encontrar en el Gothic Lolita blusas ajustadas de estilo victoriano, y los diseños suelen ser modestos.
Algunos accesorios pueden incluir pequeños sombreros de copa, sombrillas y lazos en la cabeza. En su mayoría blancos o negros, los accesorios en la cabeza suelen ser diademas o badanas con lazos o cordones o incluso gorros. El pelo se suele llevar rizado o se lleva una peluca rizada para completar el aspecto similar al de una muñeca de porcelana. Los pelos rubios o negros son los más populares.
La vestimenta Gothic Lolita puede ser también acompañadas de accesorios teatrales como bolsos de mano u otro tipo de bolsos, en ocasiones con forma murciélagos, ataúdes, y crucifijos, así como libros de bolsillo, relojes de bolsillo y cajas de sombreros. Los ositos de peluche u otros peluches son de uso común, y algunas compañías hacen versiones "góticas" de los peluches. Además, algunas Gothic Lolitas son dueñas de muñecas Super Dollfie las cuales en ocasiones llevan consigo.

## Historia
El estilo "GothLoli" se hizo más accesible en varias boutiques y tiendas por departamento en el año 1999 y 2001. Algunos observadores consideran la moda como una reacción a la subcultura kogal de Shibuya, dado que la mayoría de los que participan en el Gothloli están en desacuerdo con esta. La popularidad del Gothloli como estilo distintivo llegó a su punto más alto en los años 2003, 2004 y 2005 en Tokio, y al presente se mantiene como una de las modas "alternativas" entre la juventud japonesa. Su popularidad fuera de Tokio se mantiene baja aunque creciente en muchas áreas, al igual que el fenómeno de los café meido relacionados con esta.
Hay una idea común falsa que sugiere que el Gothic Lolita está influenciado y se popularizó gracias a la imagen de algunas bandas y artistas Visual kei. Al artista Mana, Ex cofundador y guitarrista de la banda Visual kei Malice Mizer y actual líder de Moi dix Mois, se le da un amplio crédito por ayudar a popularizar el Gothic Lolita. Su estilo no es solo un estilo, también se ha creado a las lolitas como una forma de protesta contra la mujer objeto. Este acuñó el término "Elegant Gothic Lolita" (EGL) y "Elegant Gothic Aristocrat" (EGA) para describir el estilo de su propia moda llamada Moi-même-Moitié, la que fundó en 1999. Los fanáticos occidentales de la moda tienden a acreditar de forma errónea a Mana como el creador de la moda lolita, y con frecuencia hacen uso de sus términos EGL y EGA para describir todas las marcas y estilos de la moda lolita. De forma general entre los seguidores lolita japoneses, este término solo aplica a la marca de ropa de Mana. Otras figuras influyentes en la escena incluyen a la cantante Kana (cantante y modelo), que con frecuencia modela en revistas de moda relacionadas con el Gothloli, y Mitsukazu Mihara, quien dibujo las primeras ocho portadas de la revista Gothic & Lolita Bible.

## Cultura Gothic Lolita
En Japón el Gothic Lolita es un fenómeno mercadeado de forma masiva, aunque no es una moda llevada de forma extensa, mantiene un alto nivel de visibilidad, particularmente en las calles de Tokio y Osaka, en la televisión, al igual que en manga. La moda ha trascendido a otros países, gracias en parte a la publicación occidental de la revista japonesa FRUiTS, donde el estilo GothLoli se mezcla con el de otras tendencias juveniles de Japón. Aunque la mayoría hace referencia al Gothic Lolita como una moda hay quien lo considera un estilo de vida o subcultura, considerándose a sí mismos, y no a su indumentaria, como gothic lolita.

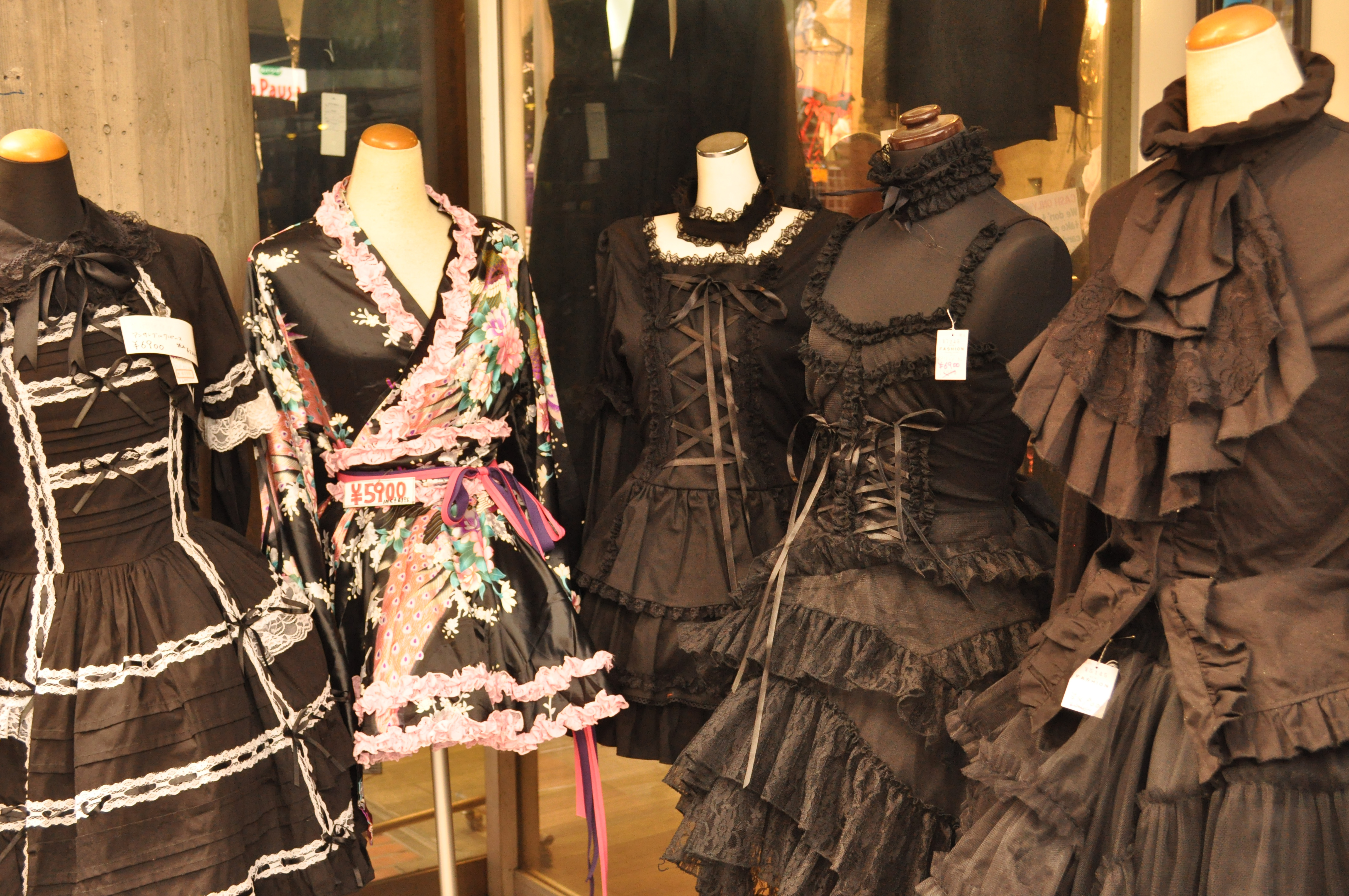
Vestidos en exhibición en tienda

Fuera de Japón la moda lolita se percibe muy poco, sin embargo, esta ha comenzado ha expandirse en algunos países. El Gothic Lolita, junto con el cosplay y otros fenómenos culturales japoneses, puede ser visto en ocasiones en conciertos o convenciones de anime en Europa, América Latina, Australia y los Estados Unidos, y a quienes incluso han adoptado la manera oriental de ver el gothic lolita no tan solo como una moda, o disfraz, si no como un aspecto que define al sujeto. El estilo no ha sido mercadeado aun de forma masiva fuera de Japón. Las marcas más conocidas, como Metamorphose, Baby, The Stars Shine Bright y Funhouse, han visto el reconocimiento internacional que se le comienza a dar a la moda lolita, y han comenzado a vender artículos en el mercado internacional. Esto aún no es una práctica muy expandida, dado que muchos diseños de ropa producidos en occidente no son aceptados por la comunidad gothic lolita, por estar muy relacionados con la subcultura gótica occidental o ser muy parecidos a vestimentas de sirvientas, y no de la calidad de las costosas marcas japonesas. Las revistas Gothic Lolita están ampliamente disponibles para ser compradas a través del Internet, particularmente por medio librerías japonesas que también venden material relacionado con el anime y manga. Los seguidores del Gothic Lolita en Europa y Estados Unidos con frecuencia realizan sus propios diseños e indumentaria, en ocasiones ofreciéndolas a venta para compensar las dificultades de adquirirlas de Japón.

### Gothic Lolita en occidente
Algunas chicas de la subcultura gótica en occidente han adaptado algunos de los estilos del GothLoli japonés, y han creado un mercado para este tipo de ropa (particularmente por medio de subastas en Internet. La compañía estadounidense TOKYOPOP junto con la actriz Courtney Love (quien vivía en Japón y quien popularizó la moda relacionada kinderwhore) crearon Princess Ai, un manga original que presenta el estilo Gothic Lolita. Es frecuente en occidente la idea falsa de que el GothLoli se trate de una variante de cosplay y no de un estilo de moda alternativa por sí mismo.
En Hispanoamérica: Muchas chicas consideradas Otaku así como Chicos, se han comenzado a mudar a este estilo principalmente por la forma alternativa de mostrarse así como de acercar más a la gente el estilo sin que signifique su masificación al por mayor, aun así son más tolerantes hacia los estilos alternativos como el Goth, Punk, Emo, Scene, Rave, Hippie entre otros que la "gente común" estereotipa con prejuicios negativos incluyendo a esta misma subcultura. las vestimentas también son elaboradas o adquiridas de manera exclusiva o en lugares especializados asimismo bandas de Visual kei y alternativas japonesas también han visitado estos países encontrándose un segundo mercado aparte de Japón, aunque aún se sigue relacionando el estilo con el Anime poco a poco ha ido permeando hacia dentro de las tribus urbanas y aceptándose como es en Japón un estilo de moda alternativa.

### Gothic & Lolita Bible
Una revista en particular, Gothic & Lolita Bible (publicada al menos una vez cada temporada del año), ha jugado un papel importante en la promoción y estandarización del estilo. La publicación, que suele superar las cien páginas por edición, incluye consejos de moda, fotografías, patrones de costura, catálogos de indumentaria, ideas sobre decoración de interiores, e incluso recetas. Otras revistas como Kera and "Gosu Rori" (fonética de Goth Loli hablada con acento japonés) están también dirigidas a los seguidores de la moda.

### Compras
Actualmente el centro comercial de la subcultura Gothic Lolita es la tienda por departamentos Marui Young en Shinjuku, luego de que su predecesor Marui One cerrara a finales de agosto de 2004. Esta extensa tienda juvenil por departamento tiene 4 pisos dedicados exclusivamente al Gothloli y modas relacionadas. Se pueden encontrar algunas boutiques Gothloli en el área entre Harajuku y Shibuya.

### Subcultura gótica y Gothloli
El "Gothloli" como moda no está asociado fuertemente a ningún estilo de música en particular o intereses externos a diferencia de la subcultura gótica, y los seguidores de la moda Gothloli escuchan una amplia variedad de música incluyendo el J-pop y Visual kei.
En Japón, la subcultura gótica es una subcultura menor con unos pocos seguidores, particularmente porque el énfasis en la identidad visual dentro de la cultura juvenil japonesa hace que otros factores como la música y la literatura tengan menor importancia, y quizás parcialmente porque el Cristianismo y la cultura germánica no son partes integrales de la sociedad. En Japón, las personas que han escuchado el término de subcultura gótica o "Goth" como se le conoce, usualmente asumen que se trata de una simple contracción de "Gothic Lolita", excepto por los "góticos" mismos, que hacen un fuerte énfasis en las diferencias de ambos. Asimismo, algunos observadores occidentales asumen que el "Gothloli" es la versión japonesa o el equivalente de la subcultura gótica en ese país, principalmente por las similitudes en cuanto a moda entre ambos.
Previamente en Tokio, los eventos "góticos" principales, como el "Tokyo Dark Castle", también atraía una notable cantidad de seguidores del gothloli. Sin embargo, desde el 2005 el número ha disminuido considerablemente, atrayendo ahora primordialmente a seguidores de la música gótica, industrial y metal. En contraste, los conciertos de Visual kei atraen a una cantidad considerable de seguidores del gothloli pero prácticamente a ningún "gótico".

## Música Goth-Loli
Esta moda se ha extendido tanto que ha llegado hasta la música. Entre las características de la música de este género solemos encontrar violines, piano, sonidos de campanas, efectos de voces como fondo entre otras cosas que hacen a las canciones tener un aire misterioso y elegante.
Entre los artistas que han marcado más estas tendencias tenemos:
Ali Project, FictionJuntion YUUKA, Kalafina, Kukui, Kanon Wakeshima, Malice Mizer, Moi dix Mois, Yousei Teikoku, y Nana Kitade.
Indistintamente, algunos artistas occidentales también han incorporado elementos de la moda lolita o han vestido con moda Gothic Lolita.

### Anime, videojuegos y manga

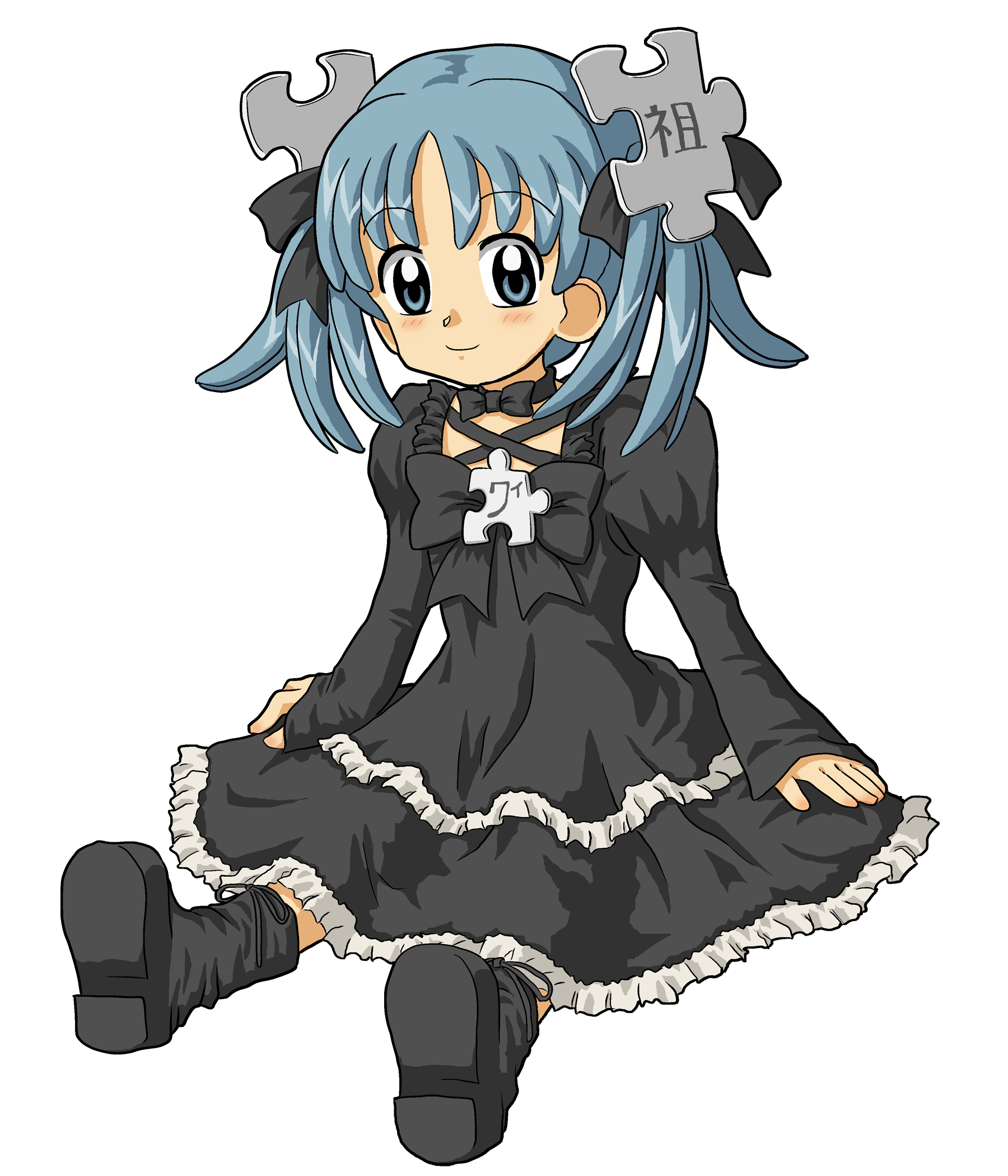
Es frecuente encontrar personajes estilo manga vestidos a la moda GothLoli (Wikipe-tan).

Debido a la popularidad de este elaborado estilo, algunos personajes impirados en la moda Gothic Lolita pueden ser encontrados en numerosos trabajos de anime y manga. Algunos de los más destacados son Gosick, Rozen Maiden, Yamato Nadeshiko Shichi Henge, Bibliotheca Mystica de Dantalian, Paradise Kiss, Coyote Ragtime Show, Vampire Knight, Pandora Hearts, Kuroshitsuji, Dazzle, Le Portrait de Petit Cossette, Sister Princess, Godchild, Karin, Tsukuyomi - Moon Phase, Othello, Chobits, Death Note, xxxHOLiC, Tsubasa Chronicle, Princess Princess, Yaruki st.Cherry High School, Princess Ai, Kamichama Karin, DIGI Charat, Pitaten, Full Moon wo Sagashite, Venus Versus Virus, y muchos de los trabajos de Kaori Yuki y todos los de Mitsukazu Mihara. Incluso, en Pokémon, hay un Pokémon basado en este estilo, Gothiltelle.
El anime del 2006, Yamato Nadeshiko Shichi Henge, también conocido como The Wallflower, incluye a cuatro hermanas que asisten a la escuela superior del personaje principal, son llamadas las hermanas Goth Loli (Lassine, Madeline, Roxanne, and Yvone). Se presentan siempre en un sentido pruramente cómico y salen de escena cantando "Goth! Goth! Loli! Loli!"
En algunos manga, como X-Day, el lolita es presentado como un método de individualización, buscando hacer el personaje menos tímido. La mayoría de estos títulos están dirigidos particularmente a una fanaticada masculina más que a las lolitas en sí; sin embargo, un gran número de chicas lolita se presentan en eventos de manga como el Comiket. Muchas compran doujinshi basados en sus bandas favoritas, muñecas y películas de personajes; y otras están interesadas en otros tipos de vestimenta, incluyendo el cosplay. Sin embargo, el estilo Gothic Lolita no es considerado cosplay, sino una moda alternativa.
En el campo de los videojuegos, la compañía japonesa Face incluyó una gothic lolita que nunca había visto en sus juegos anteriores: Ninon Beart, la protagonista francesa gótica del famoso juego Rose Crusaders (primer juego desarrollado por Noise Factory y penúltimo juego publicado por Face), quien es se distingue por ser extremadamente seria y calculadora, ella es una contradicción a la manera de ser y de vestir que Mignon Beart, su hermana menor, quien viste de forma muy llamativa y es de carácter demasiado infantil.
La mayoría de las GothLoli, especialmente aquellas que llevan el estilo de manera cotidiana enfatizan en el hecho de que el GothLoli no se trata de un cosplay. Este tipo de defensa es frecuente en foros e imageboards japoneses, donde muchos seguidores del manga y anime solo conocen sobre esta moda a través de ese medio.